# 惠济河
惠济河，位于河南省东部和安徽省西北部，是涡河左岸一条支流，全长174公里，流域面积4130平方公里，为涡河最大支流。

## 历史
惠济河浚通之前，沿途各河段之名各异，有汴河、蔡（古音sà）河、洮河、永利沟和老黄河等。清乾隆四年（1739年），为宣泄开封、归德、陈州、许州等地洪水，疏通已有多条河流故道，因排涝效益明显，18年后乾隆帝赐名“惠济河”。

## 干流概况
今惠济河源自河南省开封市梁济闸。梁济闸上控制的是开封城区黄汴河和护城河之水。惠济河自梁济闸起东南流经开封县东南部、杞县北部、睢县中部、柘城县中部和南部及鹿邑县东北部，过鹿邑县涡北镇孙营村以东的东孙营节制闸后进入安徽省亳州市谯城区，于谯城区西部牛集镇大王村（原属安溜镇）东注入涡河。全长174公里。途纳淤泥河、茅草河、通惠渠、申家沟、蒋河、太平沟等支流。

## 流域概况
惠济河流域呈柳叶形，流域面积4130平方公里。流域地势西北高东南低。流域内多年平均降水量686.5毫米，主要集中于汛期，水旱灾害频繁。流域多年平均年径流量0.24亿立方米，多年平均水资源总量0.76亿立方米。

## 污染
惠济河污染较为严重，截止2012年惠济河属于重度污染河流。